# Rabyně
Rabyně är en ort i Tjeckien. Den ligger i regionen Mellersta Böhmen, i den centrala delen av landet, 30 km söder om huvudstaden Prag. Rabyně ligger 369 meter över havet och antalet invånare är 238. Den ligger vid sjön Údolní nádrž Slapy.
Terrängen runt Rabyně är platt åt sydväst, men åt nordost är den kuperad. Runt Rabyně är det ganska glesbefolkat, med 22 invånare per kvadratkilometer. Närmaste större samhälle är Benešov, 18,3 km öster om Rabyně. I omgivningarna runt Rabyně växer i huvudsak blandskog.